# Mines d'or de Beaune-les-Mines
Les mines d'or de Beaune sont un ensemble de mines d'or principalement exploitées au début du XXe siècle, au nord de la ville de Limoges, autour de la localité de Beaune-les-Mines, dans le département français de la Haute-Vienne. Les sites productifs se trouvent principalement sur le territoire de la commune de Beaune-les-Mines (rattachée à Limoges en 1962), mais aussi sur celles de Bonnac-la-Côte, Chaptelat et Rilhac-Rancon.
Au début du XXIe siècle, seuls quelques vestiges de cette activité demeurent visibles, sous la forme de cavités ou de puits envahis par la végétation.

## Contexte

### Localisation
Les mines du secteur de Beaune se trouvent à environ 9 km au nord du centre-ville de Limoges, dans les environs du quartier de Beaune-les-Mines, ancienne commune rattachée à celle de Limoges en 1962.
Les mines de Beaune appartiennent au district aurifère d'Ambazac, identifié comme tel par le Bureau de recherches géologiques et minières (BRGM) en 1978. Le district d'Ambazac est l'un des trois districts aurifères identifiés dans le département de la Haute-Vienne, avec ceux de Saint-Yrieix-la-Perche (qui comprend plusieurs mines exploitées jusqu'à la fin du XXe siècle, comme Le Bourneix ou Lauriéras) et de Blond. 

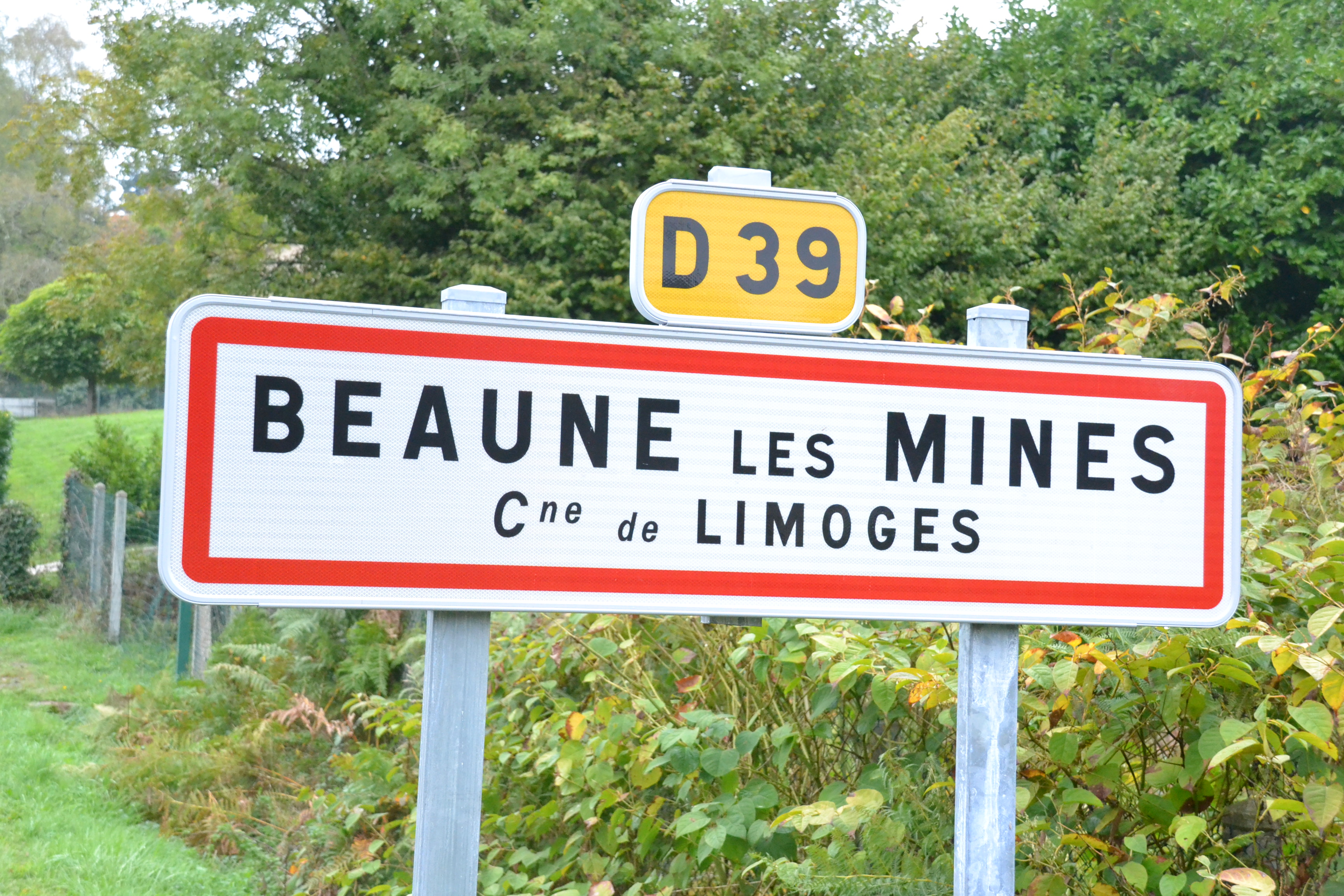
Entrée de Beaune-les-Mines
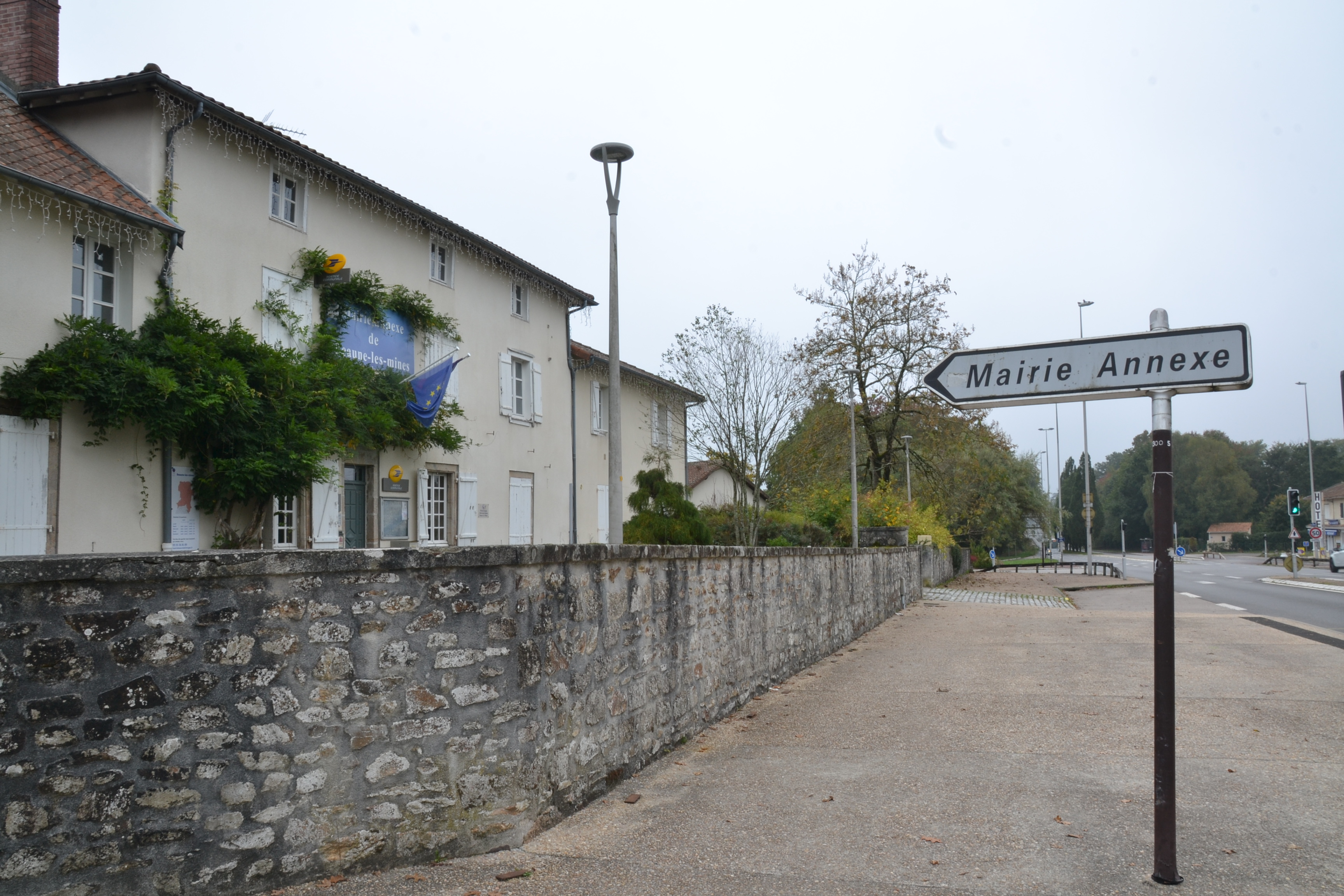
Ancienne mairie de Beaune, devenue mairie-annexe en 1962.

## Histoire

### Fondation
Plusieurs travaux de recherche historique et d'archéologie font état de la présence d'aurières, mines d'or exploitées par les Celtes Lémovices. La présence de ces sites d'exploitation à Beaune est attestée, par Ernest Mallard au XIXe siècle, puis par Béatrice Cauuet au XXe siècle.
L'exploitation se fait alors sous la forme de fosses à ciel ouvert, larges de 5 à 30 m, longues de 10 à 150 m et profondes jusqu'à 20 m.
Les aurières gauloises sont principalement localisées dans les secteurs de la Bische et des prés de la Bische (Rilhac-Rancon) et des Pilateries et du barrage de la Mazelle (Beaune-les-Mines).

### Relance contemporaine
La concession relative à l'exploitation moderne des mines de Beaune démarre dans la foulée de prospections réalisées par Auguste Rodocanachi à partir de 1908. Le Préfet avait autorisé le démarrage des recherches. Plusieurs puits de recherche sont creusés sur l'emplacement de certaines aurières gauloises.
Cette concession, instituée le 2 avril 1912, s'étend alors sur 354 ha (ou dès 1909 sur 807,62 ha selon d'autres sources).
Les travaux d'exploitation démarrent en 1912. Cette relance s'inscrit dans un mouvement de prospection relatif à la mise au point de la technique de cyanuration dans les années 1890, et consécutif à l'ouverture de mines prometteuses, comme la mine d'or du Châtelet, en Creuse, dont la production démarre en 1905,
Les puits en activité sont les suivants (entre parenthèses, la date de creusement) :
- puits Patapy, à Beaune (1908)[Note 1]
- puits Barreau, à Beaune (1909)[Note 1]
- puits Lavergnolle, à Beaune (1910)[Note 2]
- puits Deschamps, à Beaune (1910)[Note 2]
- puits Bellot, à Bonnac (1910)[Note 2]

Ils portent le nom des propriétaires des terrains concernés.
Dès 1911, les travaux de la Société minière du Limousin sont repris par la Société des mines de Beaune. Cette dernière est représentée par Victor Scaliet, qui prend la suite des frères Auguste et Georges Rodocanachi.

### Développement
Les travaux miniers concernent deux zones de la concession, à l'ouest et surtout à l'est de celle-ci. La teneur moyenne en minerai oscille entre 10 et 85 grammes par tonne extraite.

### Après-mine

#### Fin de l'activité
L'exploitation des mines de Beaune cesse en 1934, décision confirmée par la liquidation de la Société des mines en mai 1937. En 1963, un permis de recherche est accordé sur une partie des lieux à la Société de la Petite Faye, mais ce projet n'aboutit pas.

#### Gestion des sites et des risques

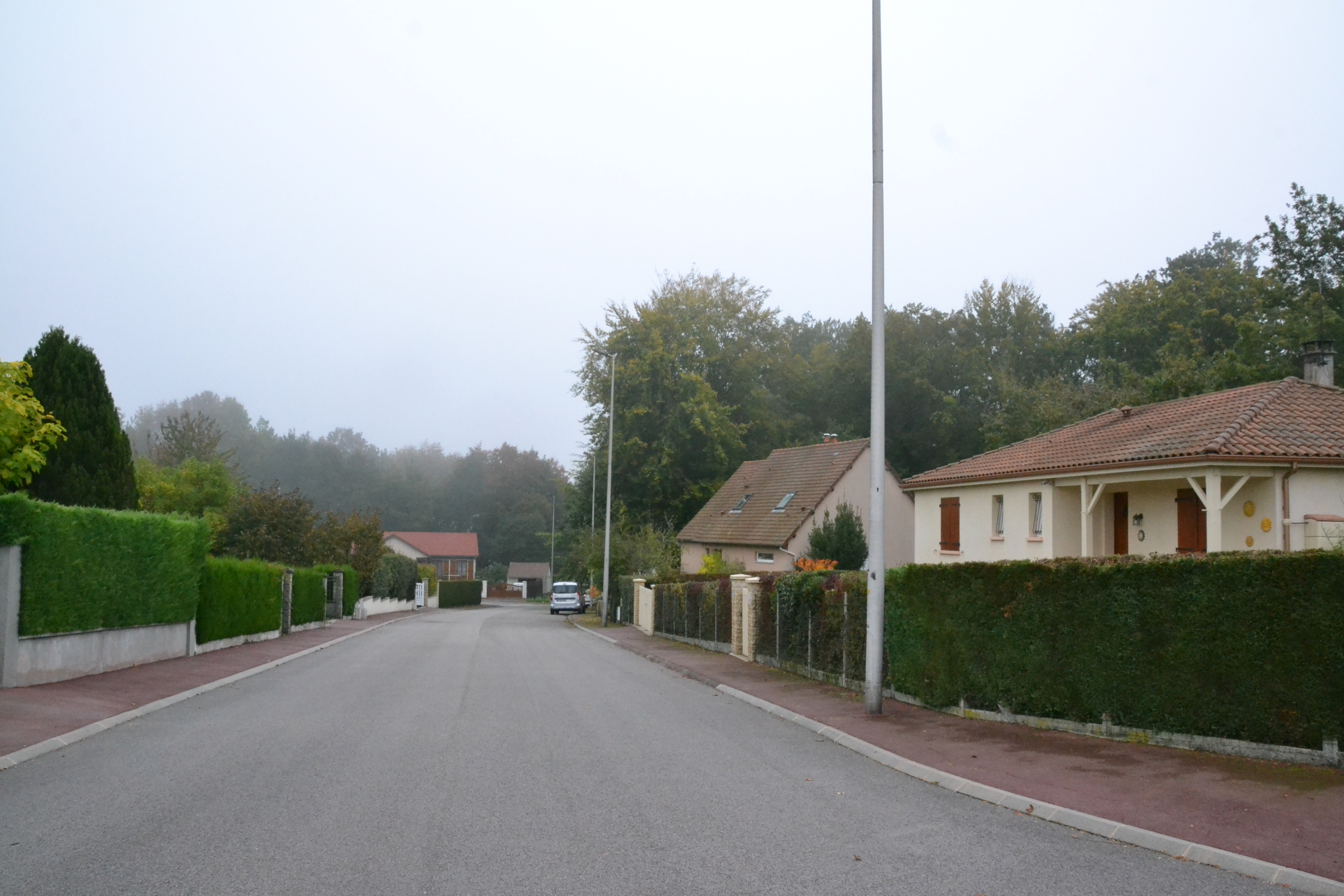
Quartier soumis aux risques d'effondrement.

Le titre minier, orphelin du fait de la liquidation de la Société, implique l'intervention de l'État pour la mise en sécurité de certains sites qui intervient en 1996.
La présence de galeries et de puits crée un risque d'effondrements, cause de tensions entre la municipalité et certains riverains. Certains de ces accidents se produisent parfois, comme en 2015 chez un particulier de Beaune-les-Mines. Ce risque justifie que Limoges et Rilhac-Rancon soient répertoriées comme étant les deux communes du département de la Haute-Vienne à être soumises au « risque majeur minier ».
Une première étude portant sur l'aléa minier est réalisée en 2006 par la société Geoderis et le BRGM. Elle est complétée par une étude plus précise et ponctuelle autour de l'ancien Puits Laurière. L'effondrement de 2015 et la découverte de nouveaux documents d'archives dans les fonds de la DREAL de Clermont-Ferrand favorise la conception d'une nouvelle étude en 2016, laquelle permet de réduire le nombre d'habitations concernées par le risque d'effondrement et de tassement.

#### Valorisation patrimoniale
La Maison de l'or du Chalard conserve des objets liés à l'activité des mines de Beaune, notamment des bulletins d'actions.
Il n'existe à ce jour aucun projet de valorisation du patrimoine minier, que ce soit sous la forme de sentier d'interprétation, de balade guidée ou de brochure touristique explicative.

### Traces

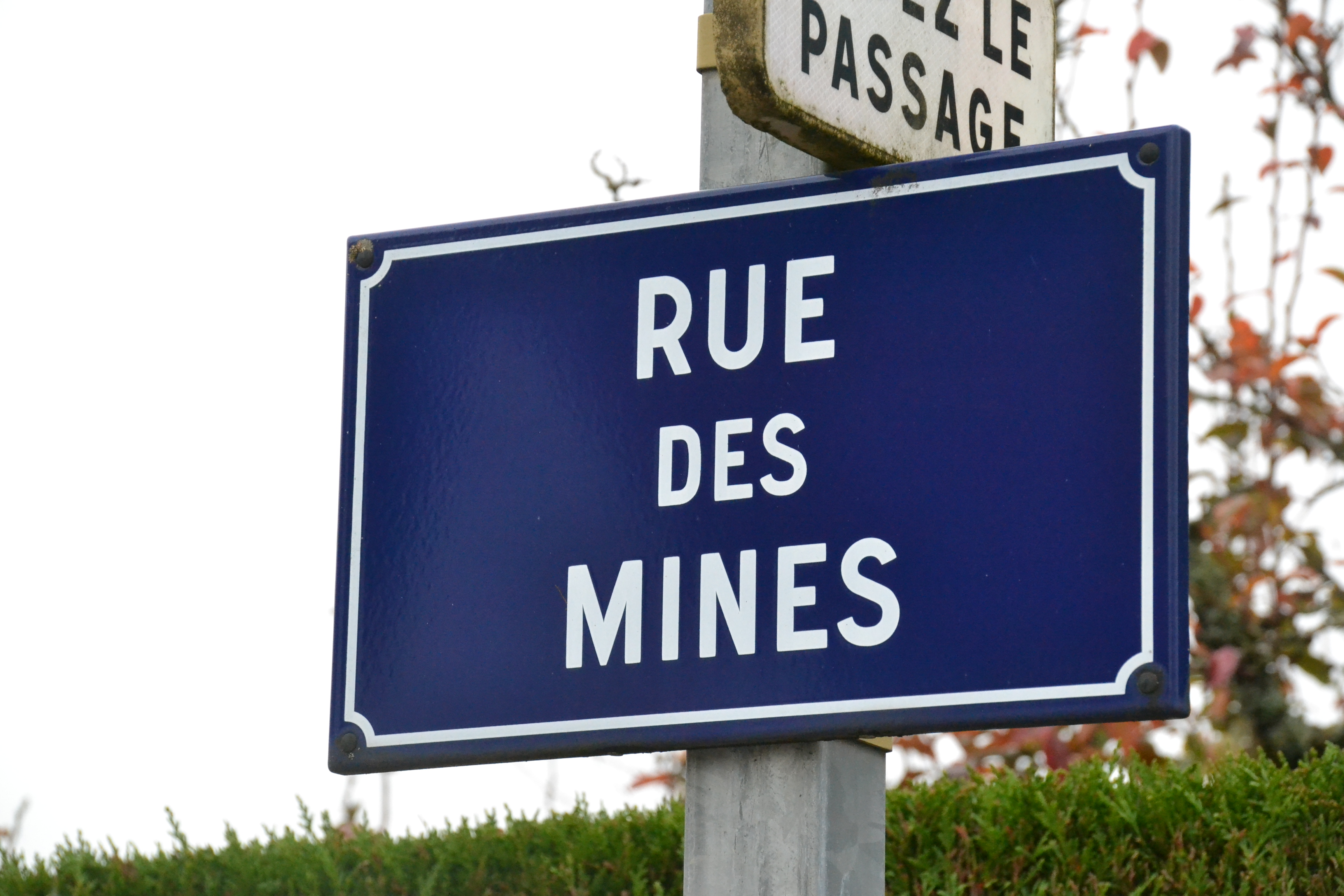
Odonyme rappelant la présence des mines.

Les traces laissées dans le paysage par l'activité minière sont relativement discrètes. Certaines aurières laissent encore voir aisément le relief des excavations, mais la végétation les envahit, ce qui les rend moins compréhensibles de prime abord. Les aurières les plus visibles sont celles du puits de Laurière, à l'est de la rue Marie-Laurencin et au sud de l'allée Jacques-Callot, celles des Pilateries, en particulier près de l'actuelle mairie annexe de Beaune, ou encore celle de la Bische, à Rilhac, dont l'accès est toutefois entravé par une clôture.
Il ne subsiste aucune trace architecturale des puits, chevalements ou bâtiments liés à la production. À Rilhac-Rancon, un lotissement formant un coron est encore visible et habité. Près de cette cité minière, une dynamitière (galerie horizontale) est encore visible, saine, sur une trentaine de mètres.
La toponymie rappelle le passé minier, dans le nom de « Beaune-les-Mines », ou dans l'existence de deux « rue des Mines », à Rilhac-Rancon et à Limoges (Beaune).

Puits de Laurière
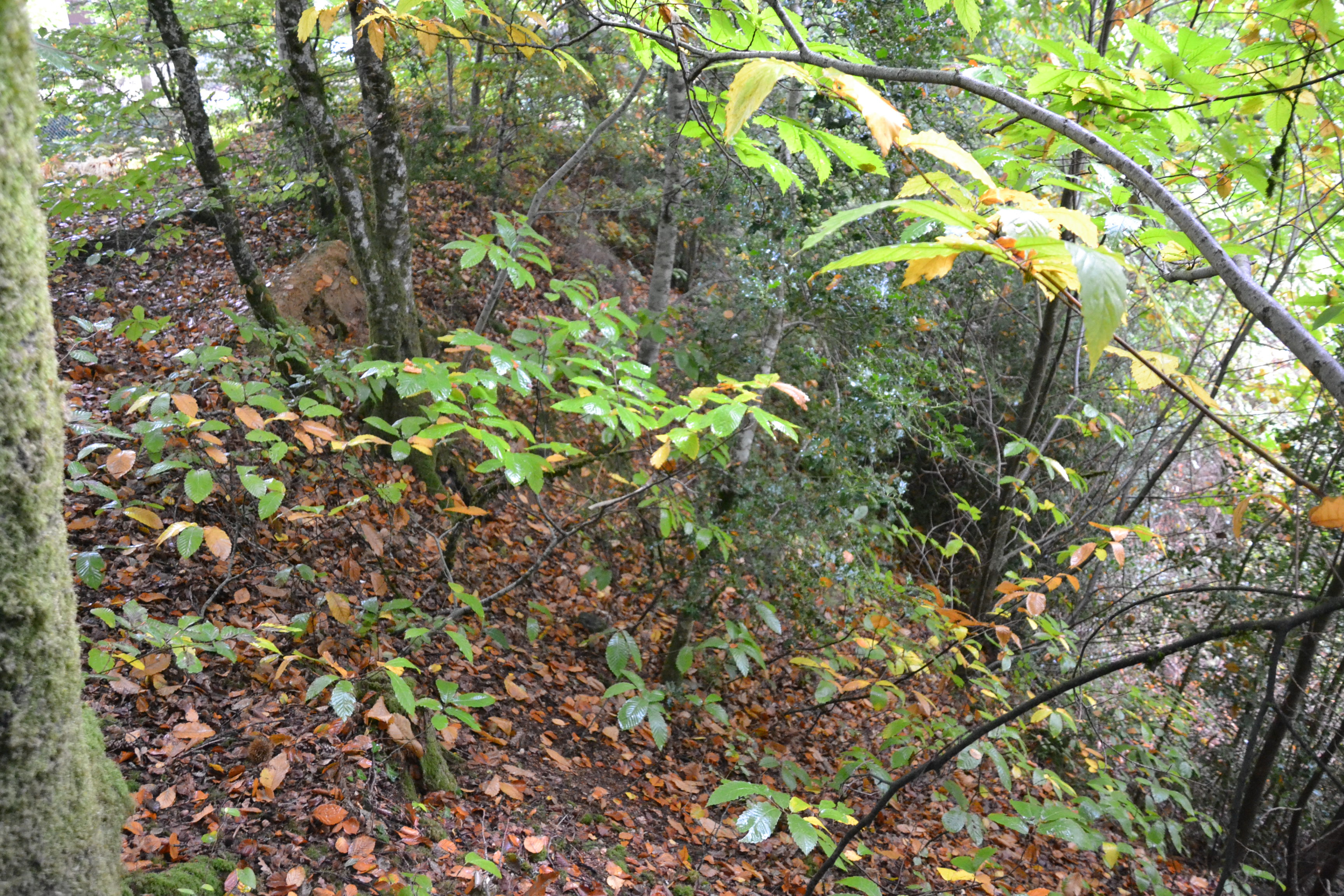
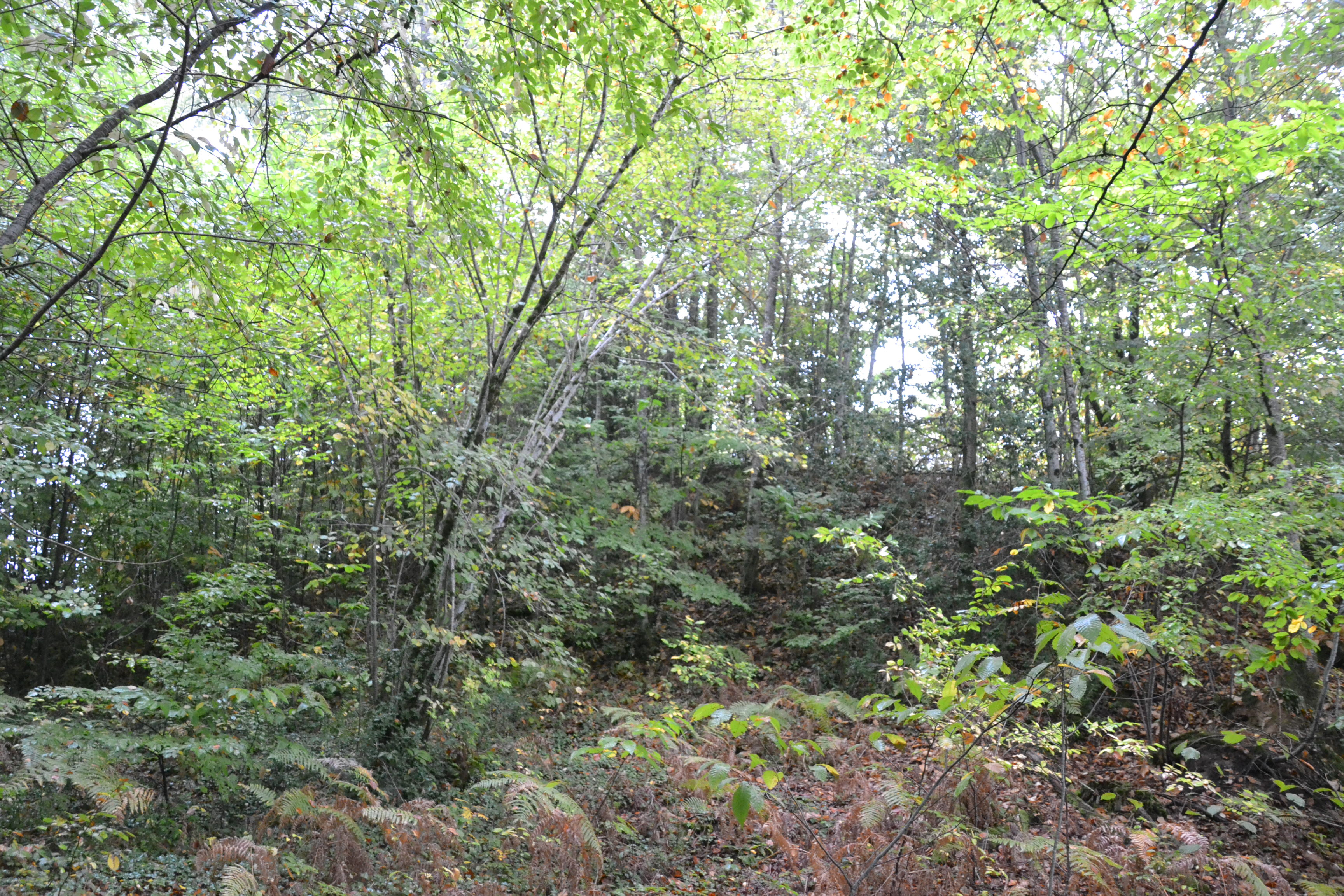
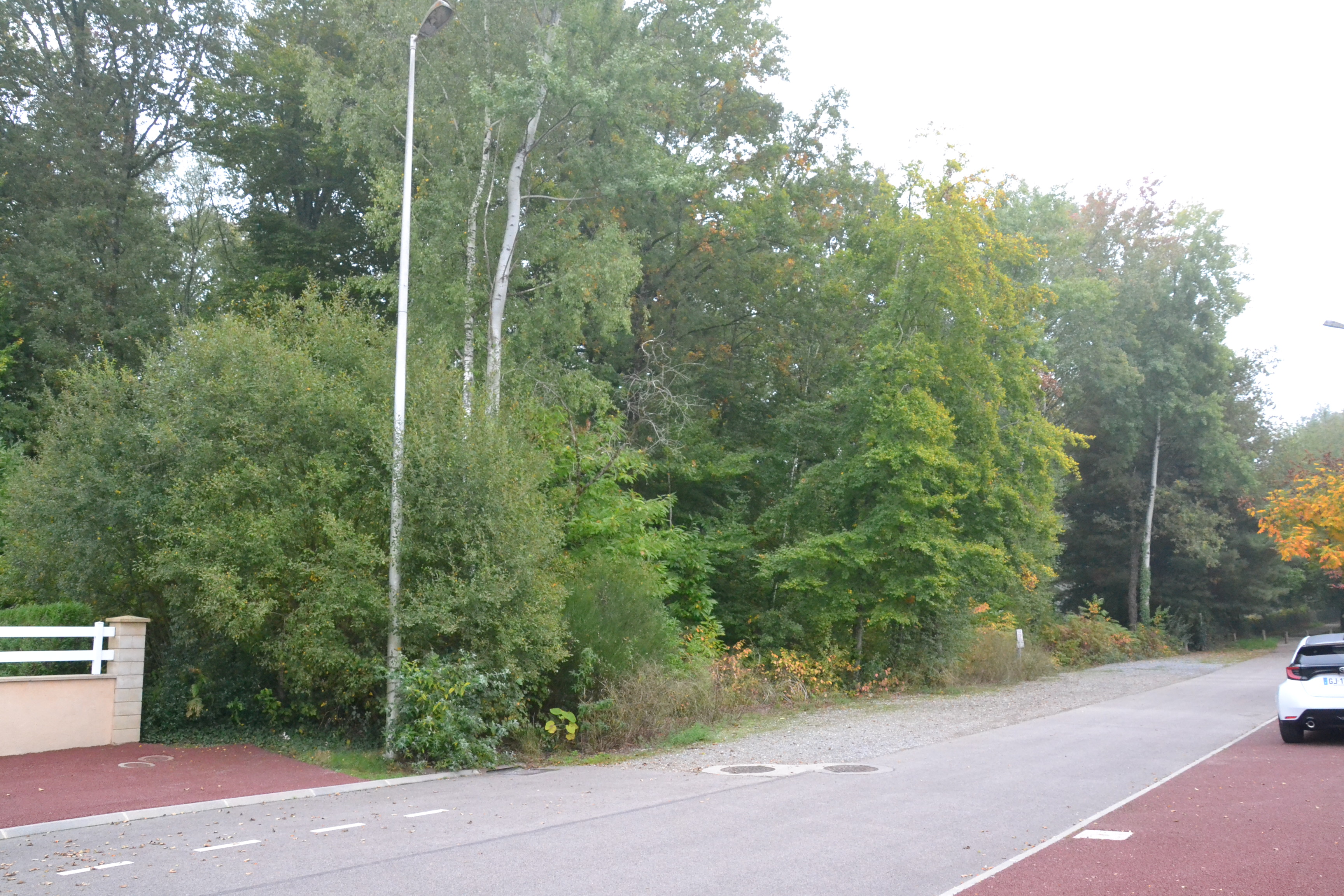
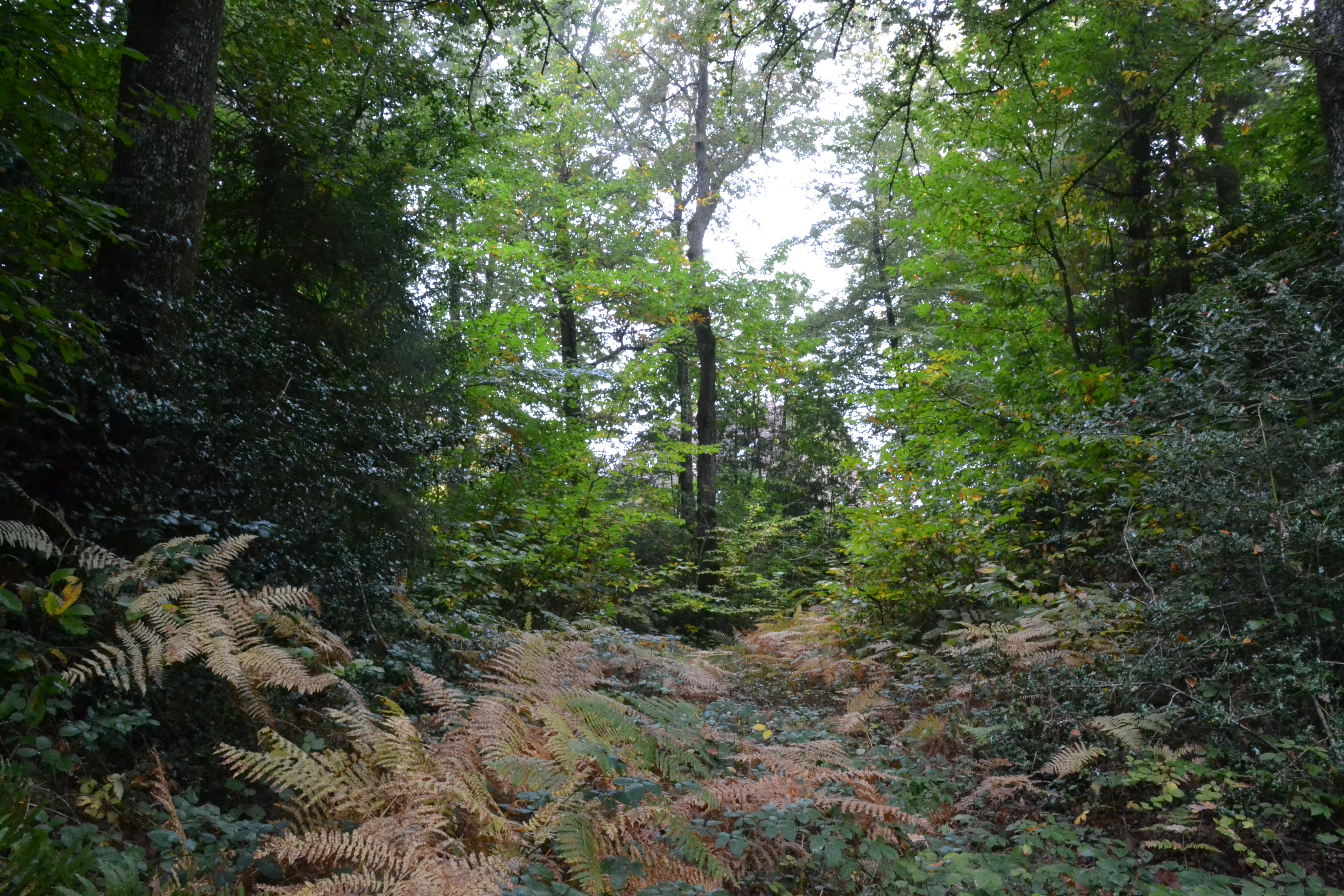
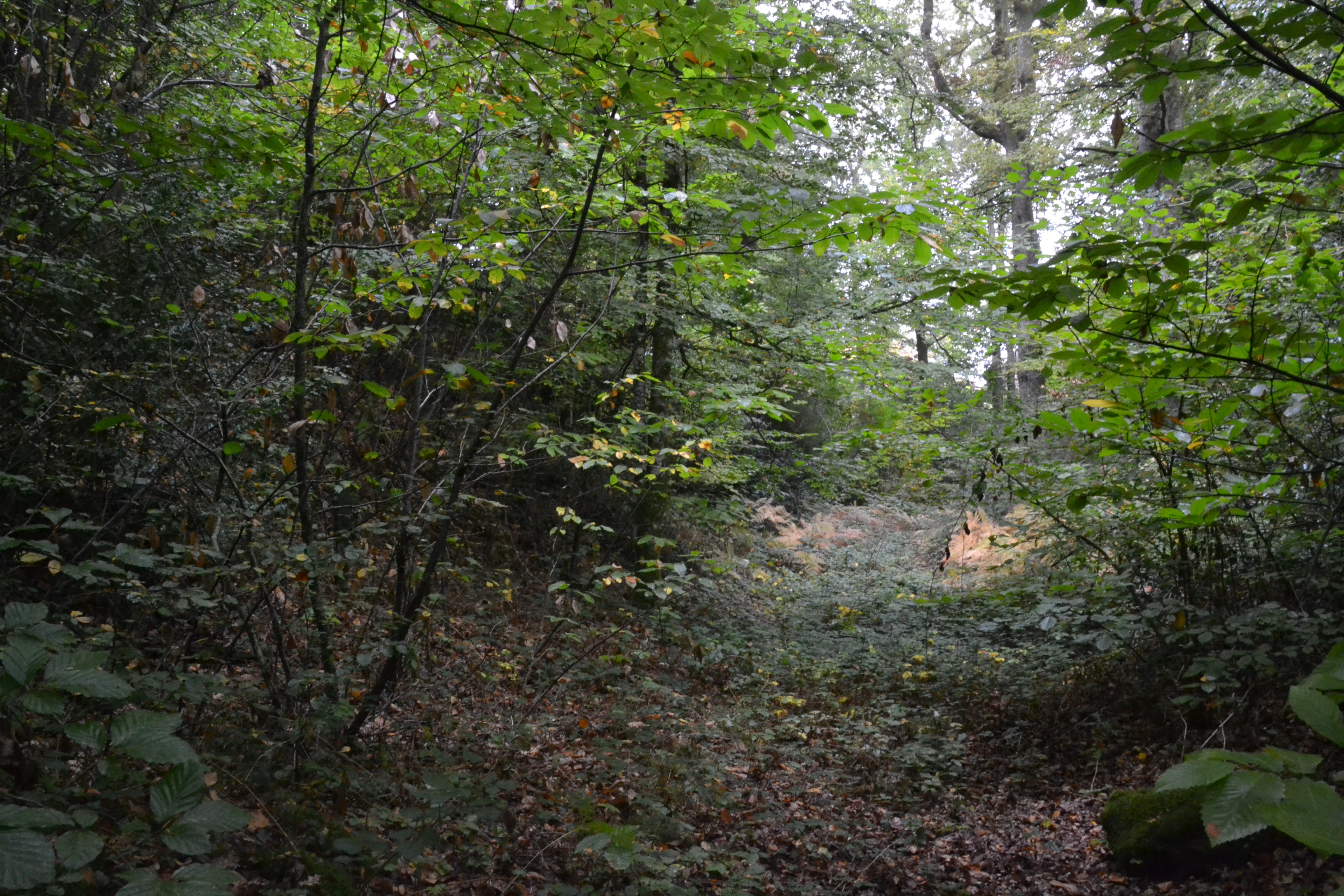

Coron à Rilhac-Rancon
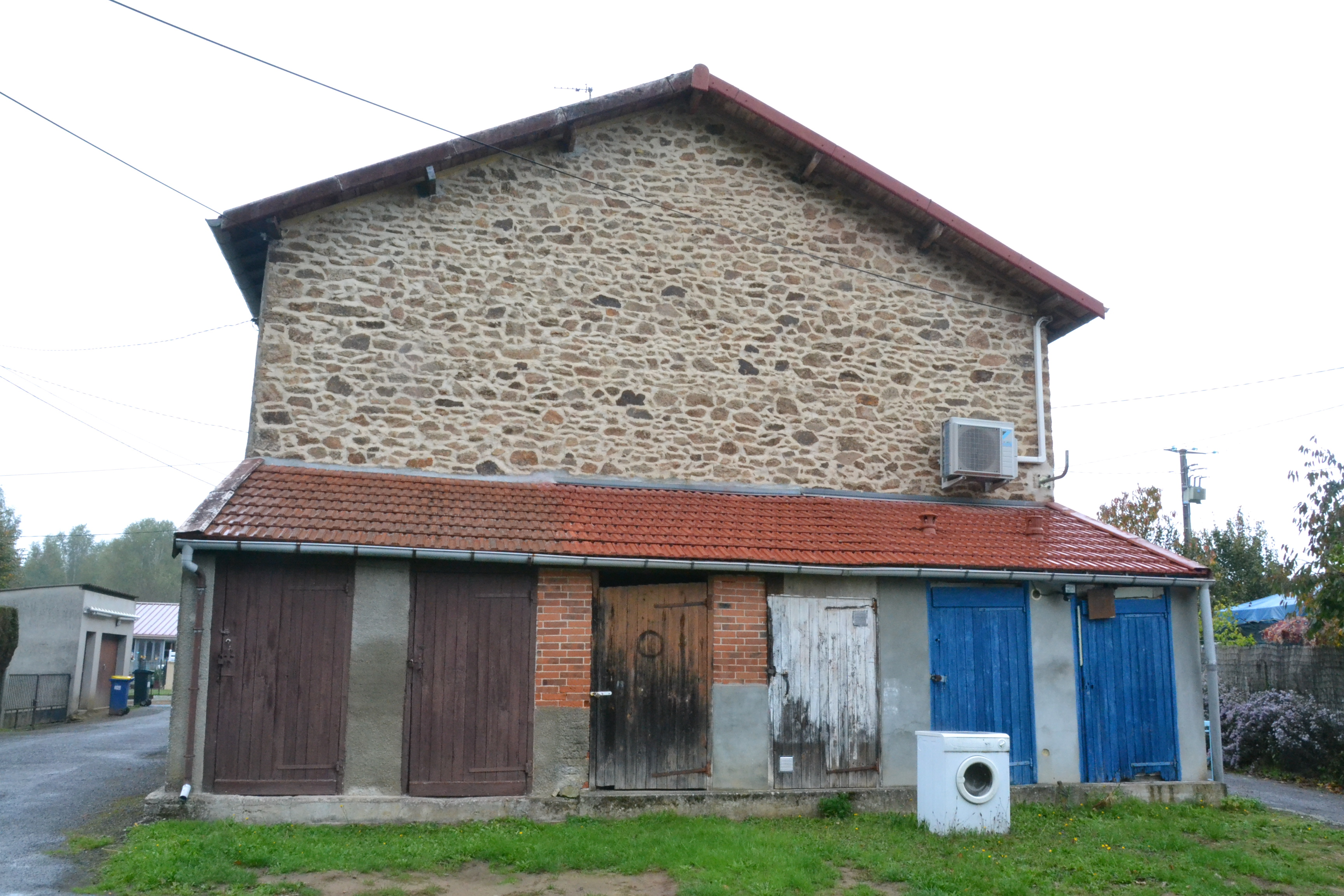
Coron des mines, Rilhac-Rancon
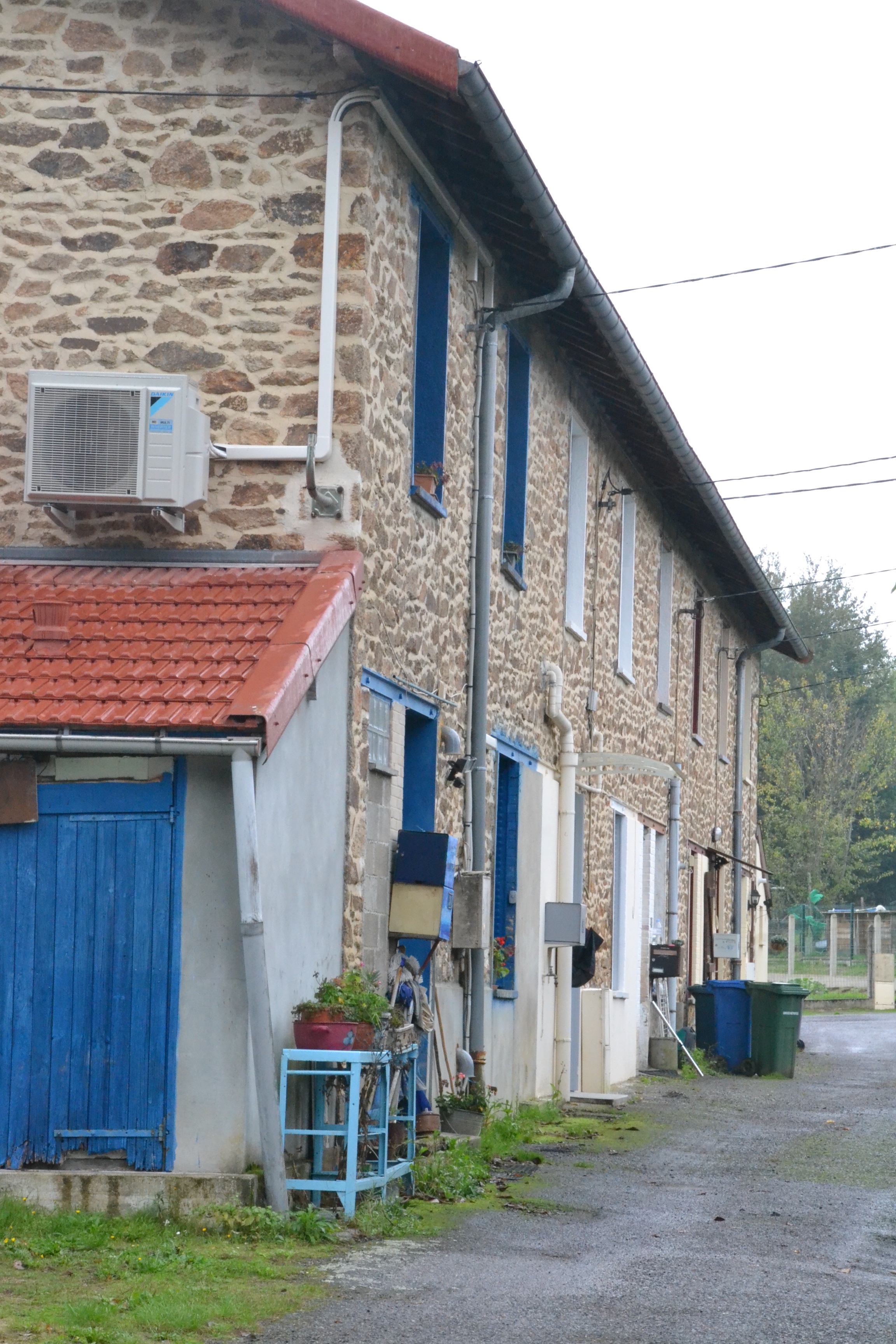

Dynamitière
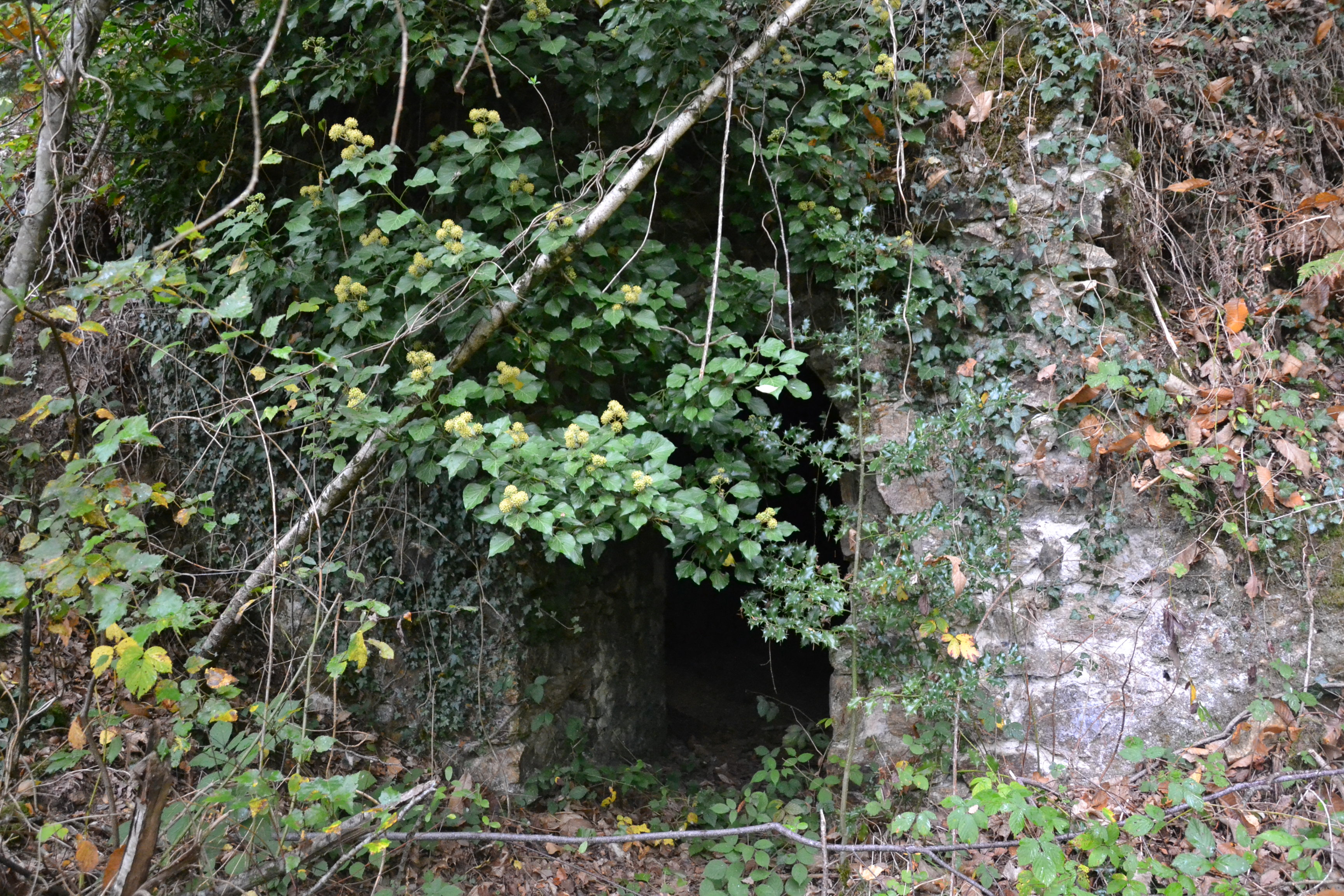
Entrée de la galerie
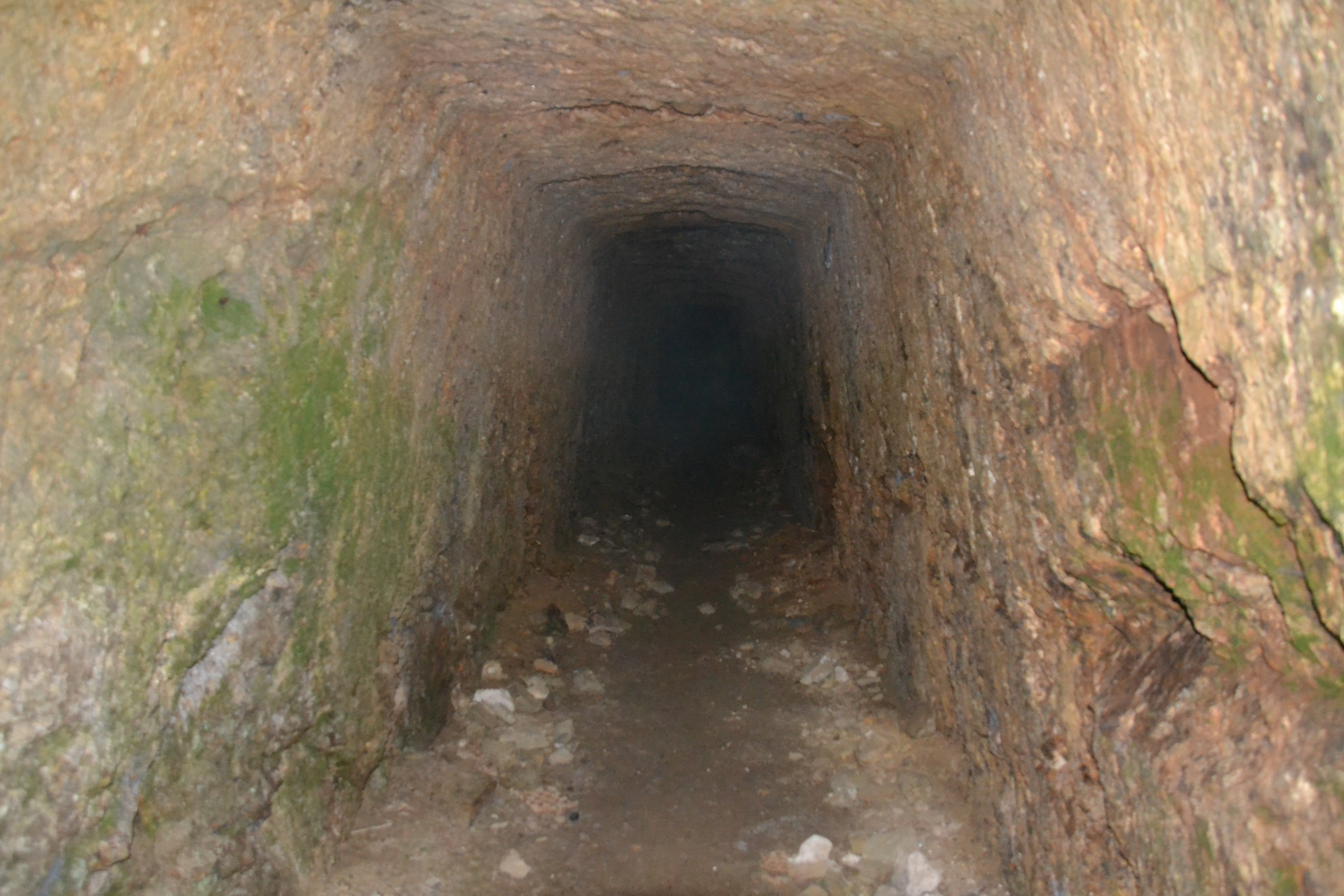
Intérieur
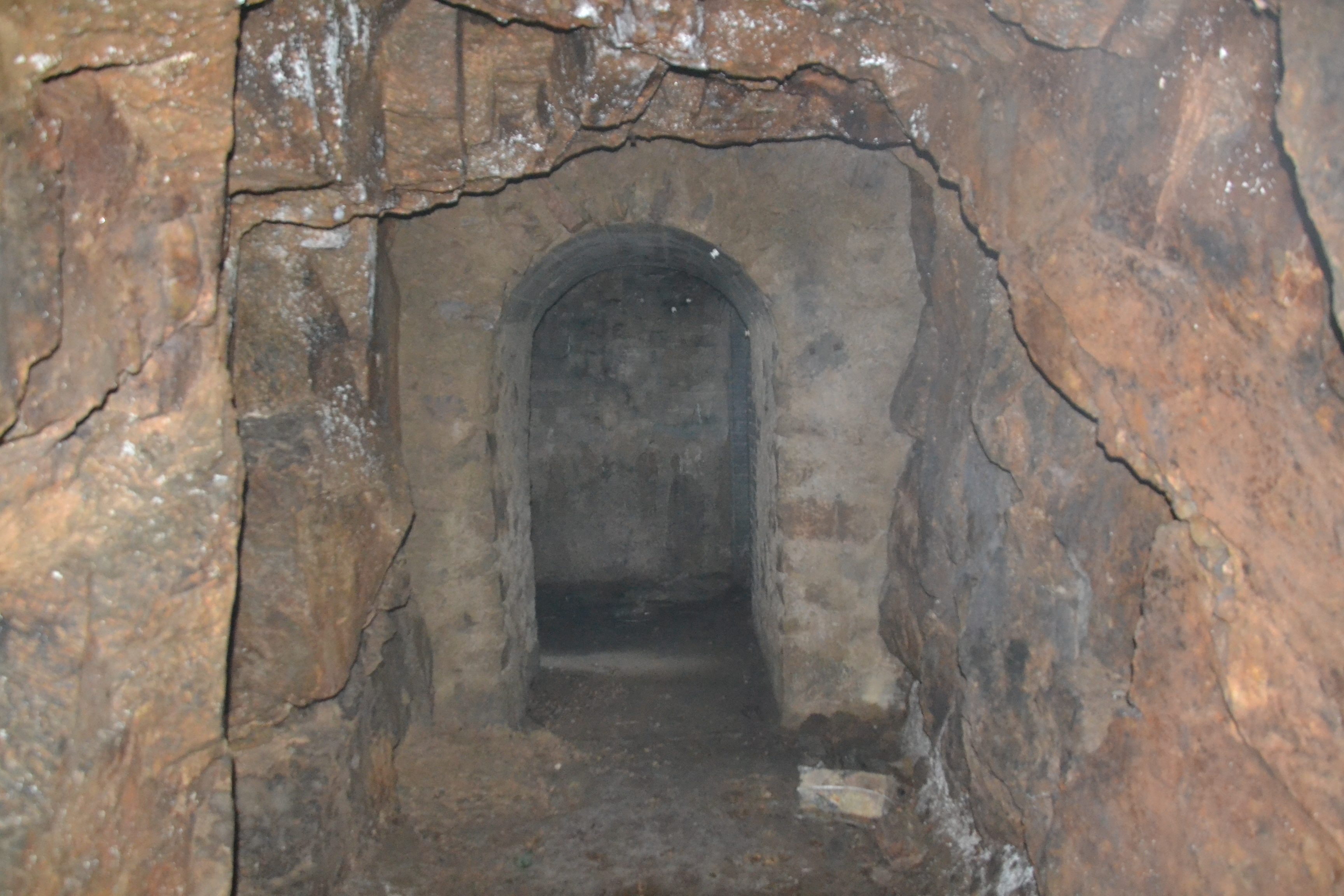
Intérieur
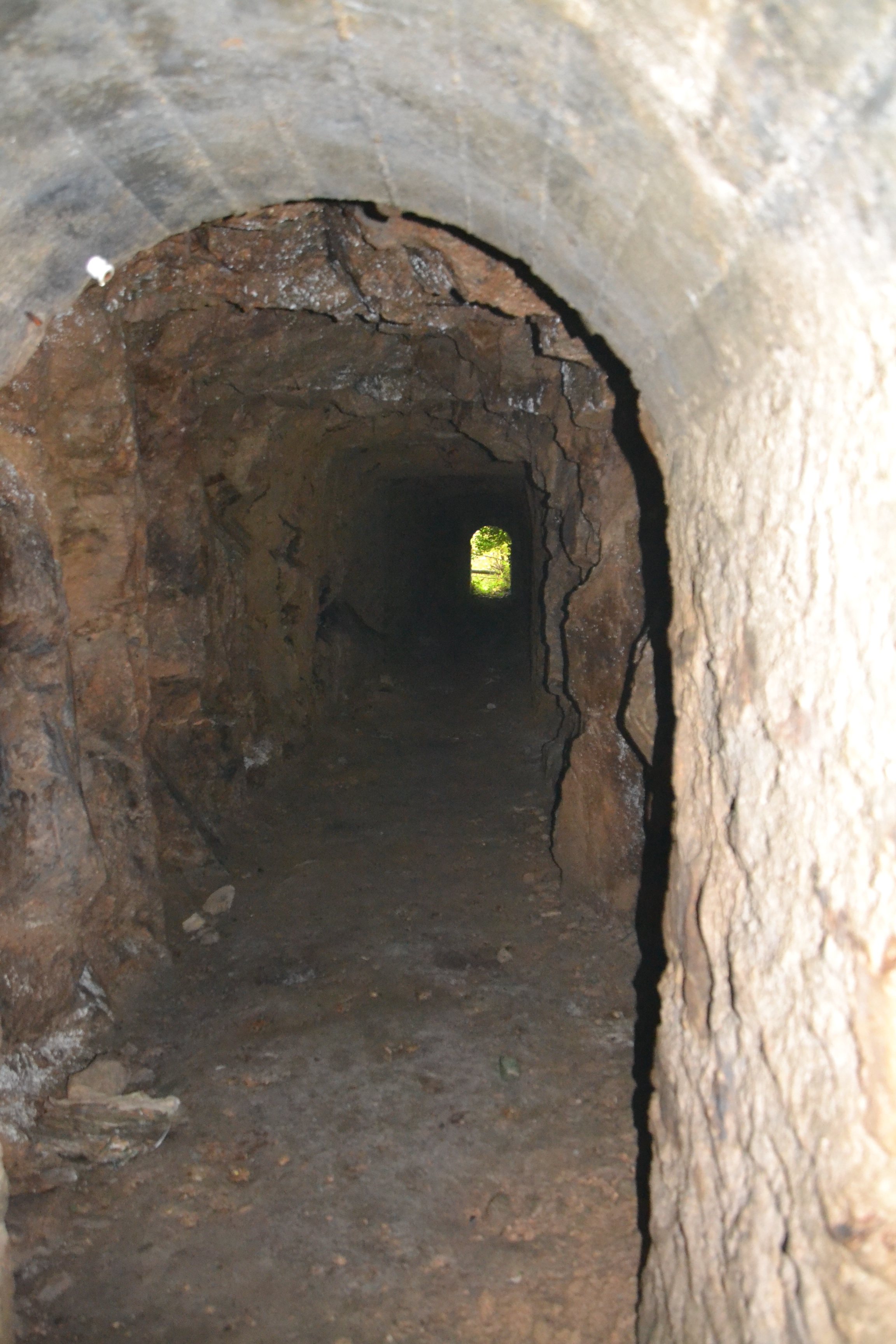
Intérieur
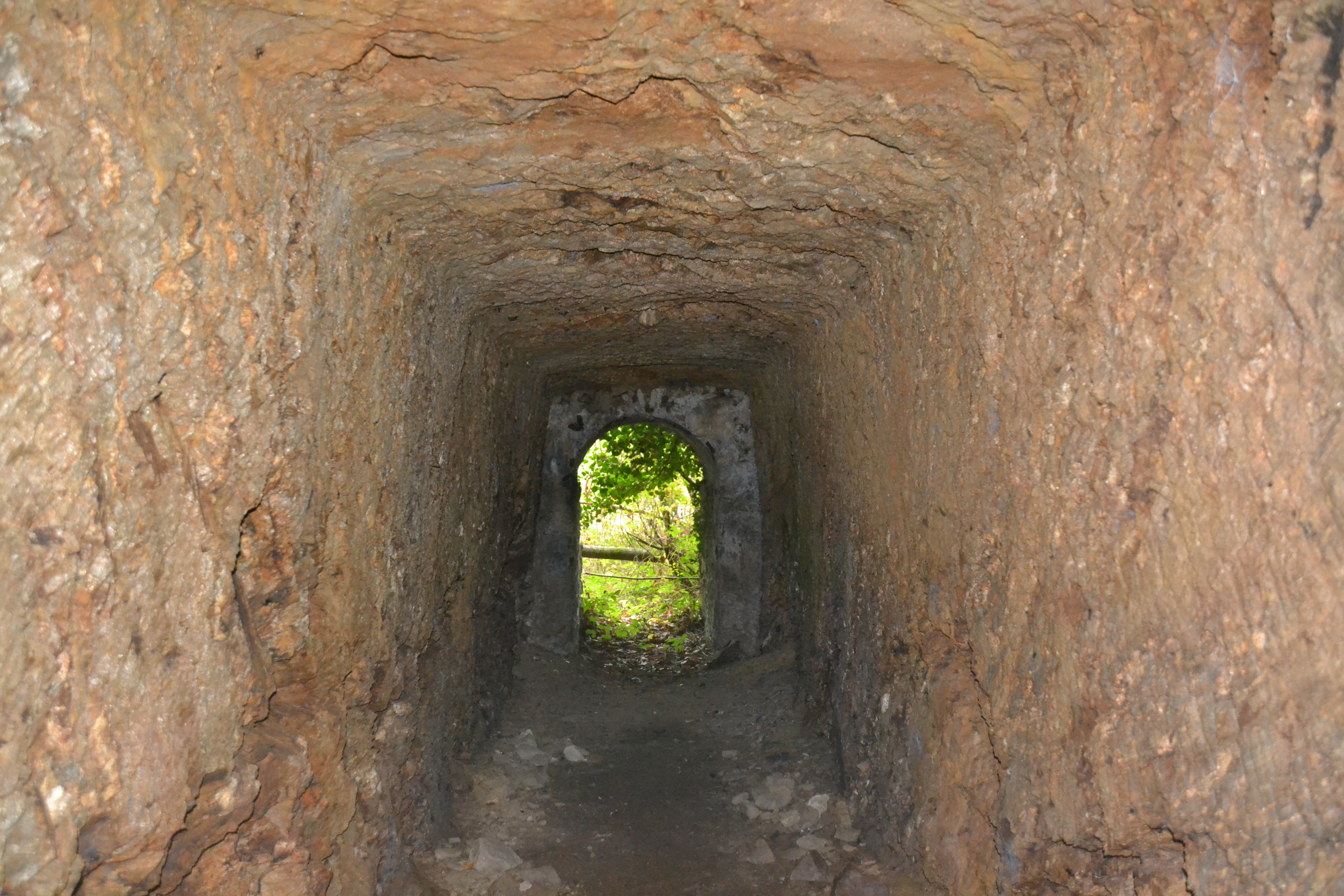
Intérieur